# Caroline Jaubert
Caroline Jaubert, geborene d’Alton oder d’Alton-Shée (* 6. Juni 1803 in Koblenz; † 13. Dezember 1882 in Paris) war eine französische Schriftstellerin und Salonnière.

## Leben
Sie war die Tochter von Jacques-Wulfran, Graf von Alton (1773–1815) und Françoise Shée (1779–1832). Koblenz gehörte zur Zeit ihrer Geburt zu Frankreich und war Hauptstadt des Département de Rhin-et-Moselle. Ihr jüngerer Bruder war der Politiker Edmond d’Alton-Shée de Lignières (1810–1874), der zeitweise dem französischen Oberhaus angehörte.
Im Juni 1818 heiratete sie mit 15 Jahren den Juristen Francois-Louis-Charles-Maximilien (Maxime) Jaubert (1781–1865), der 1829 an den Kassationshof berufen wurde. Er war Bruder des Orientalisten Pierre Amédée Jaubert. Gemeinsame Tochter der Eheleute war Adine Jaubert (1820–1892).
In der Epoche der Julimonarchie nahm Caroline Jaubert regen Anteil am gesellschaftlichen Leben der Hauptstadt, das sich zu einem wesentlichen Teil in Salons abspielte. Dabei kam sie in näheren Kontakt zu namhaften Schriftstellern. 1835 verliebte sich Alfred de Musset in sie, die ihm den Spitznamen „prince Phosphore de cœur volant“ (Prinz Phosphor vom unsteten Herzen) gab. Auf eine kurzzeitig heftige Affäre folgte eine langjährige Verbundenheit, wobei de Musset sie gern seine „marraine“ (Patin) nannte.

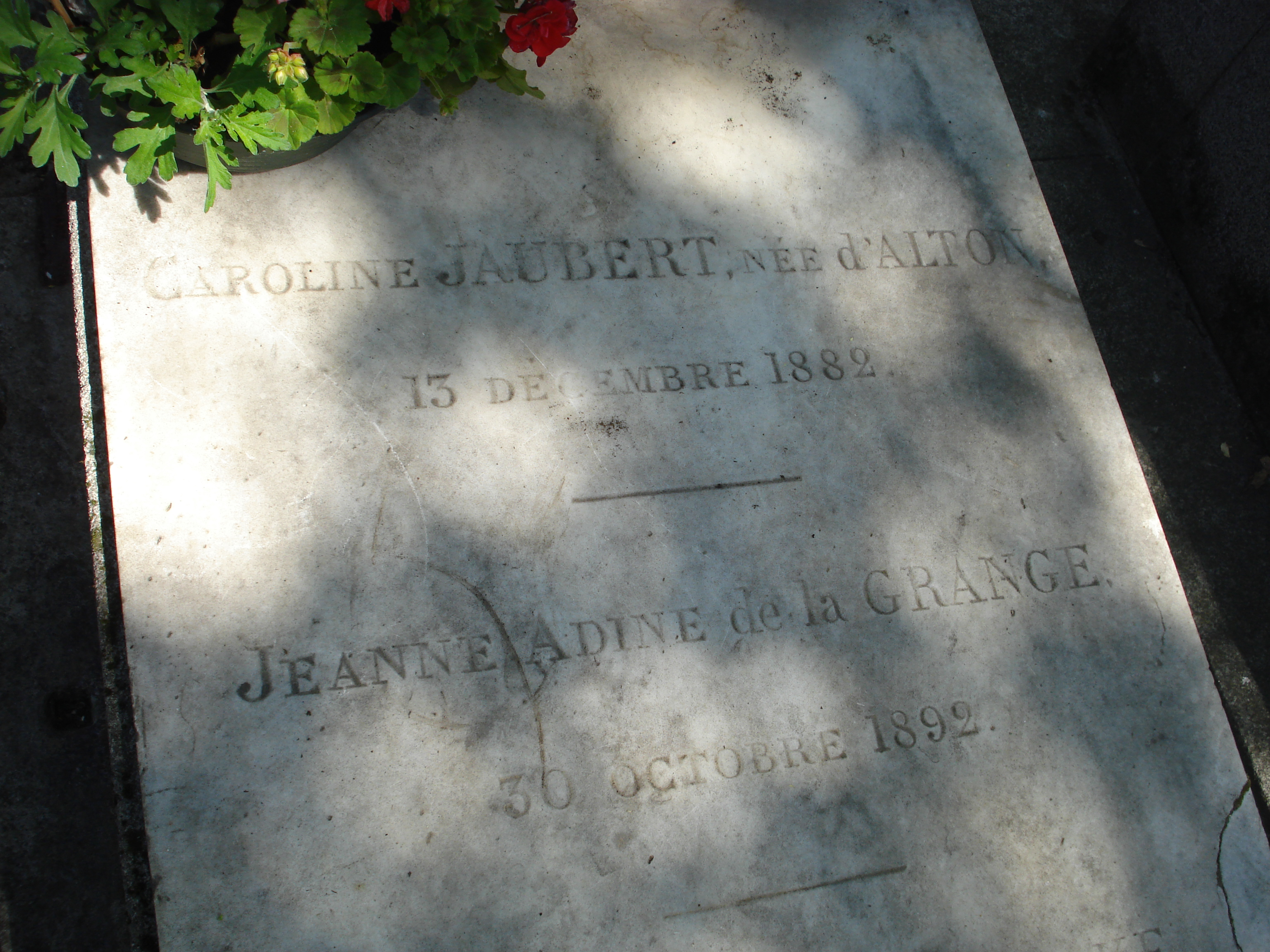
Grab von Carline Jaubert auf dem Friedhof Montmartre in Paris

Ebenfalls 1835 lernte sie Heinrich Heine kennen. Nach anfänglicher Skepsis wurde sie ihm für die folgenden zwei Jahrzehnte eine geschätzte Konversations- und Korrespondenzpartnerin. Heine war von Anfang an fasziniert von ihrem offenbar recht kleinen Fuß. Für seinen letzten Besuch bei ihr vor dem Rückzug in die Maratzengruft im Frühjahr 1848 ließ er sich auf dem Rücken eines Bediensteten die Treppe zu ihrer Wohnung hinauftragen. Im Sommer 1848 ließ sie ihren Bruder Edmond in französischen Regierungskreisen für die Wiederaufnahme der nach der Februarrevolution 1848 gestrichenen Staatspension für Heine intervenieren, allerdings ohne Erfolg. Ihr Mann Maxime wurde durch ihre Vermittlung Heines Testamentsvollstrecker.
Gegen Ende ihres Lebens, als die meisten Bekannten aus ihrer Zeit als Salonnière bereits verstorben waren, hat sie Teile ihrer Erinnerungen und Korrespondenz in Buchform veröffentlicht.
Sie starb am 13. Dezember 1882 in ihrem Haus in der Rue de la Bruyère 49 und ist auf dem Friedhof von Montmartre begraben.

## Werke
- Souvenirs de Mme C. Jaubert, lettres et correspondances: Berryer, 1847 et 1848, Alfred de Musset, Pierre Lanfrey, Henri Heine. Hetzel, Paris 1881. Gallica
- Heinrich Heine: Erinnerungen aus den letzten 20 Jahren seines Lebens (1835–1855). Autorisirte Uebersetzung von Luise Walter. Soudier, Paris / Leipzig 1884.